# Sutherland (New South Wales)
Sutherland ist ein Vorort im südlichen Sydney, im australischen Bundesstaat New South Wales. Sutherland liegt 26 Kilometer südlich des Sydney Central Business District und ist das Verwaltungszentrum für das Verwaltungsgebiet des Sutherland Shire. Bei der Volkszählung 2021 lebten 11.570 Menschen in Sutherland.

## Geschichte
Es gibt zwei Theorien zur Herkunft des Namens Sutherland:
- Es wird vermutet, dass der Name von dem Matrosen Forby Sutherland stammt, der auf Captain Cooks Reise mit der Endeavour starb. Sutherland Point in Kurnell ist nach ihm benannt, aber es gibt keine direkte Verbindung zu dem Gebiet des Sutherland Shire.
- Thomas Livingstone Mitchell als Vermessungsingenieur benannte 1835 die erste Pfarrei südlich des Georges River als die Parish of Southerland (mit einem o). Doch in einer späteren Regierungszeitung erschien der Name als Sutherland und verlor dadurch die Bedeutung des ursprünglichen Namens.

Thomas Holt (1811–1888) kaufte in den 1860er Jahren 13.000 Acres (53 km²), die sich von Sutherland bis Cronulla erstreckten. Das Gebiet von Sutherland war ursprünglich stark bewaldet, und die Holzernte wurde zur ersten Industrie. Holt initiierte viele kommerzielle Projekte, darunter die Holzernte, Kohlenbergbau, Schafzucht und Austernzucht. Er baute 1868 ein vierzig Zimmer großes Herrenhaus namens Sutherland House in Sylvania, am Ufer der Gwawley Bay. Das Herrenhaus wurde 1918 durch ein Feuer zerstört, das vermutlich absichtlich gelegt wurde.
Die erste Straße durch das Gebiet war die South Road, die 1842 gebaut wurde. Später wurde die Illawarra Road entlang der Höhenzüge bis zum Woronora River gebaut. Der Princes Highway wurde die Hauptverbindungsstraße durch Sutherland, die Sydney mit der Illawarra-Region verband.
Die Eisenbahnlinie wurde in den 1880er Jahren gebaut, und die Entwicklung folgte. Die ersten Bewohner lebten in Humpies oder Zelten im Busch. Nachdem das Land gerodet worden war, entstand ein kleines Dorf rund um den Bahnhof. 1886 gab es nur vier dauerhafte Gebäude: den Bahnhof, das Wohnhaus des Stationsvorstehers, die Bahnhofswärterhütte und ein Allgemeingeschäft, das von einem Mann namens Bramley geführt wurde. Die Poststelle öffnete am 1. September 1886 und eine Schule nahm ihren Betrieb 1887 auf. Im Jahr 1906 wurde der Sutherland Shire ausgerufen und der Name Sutherland offiziell festgelegt. Die ersten Sitzungen wurden im Haus des Gemeindeschreibers abgehalten, und das Rathaus wurde 1915 gebaut. In den 1920er Jahren betrieben Dampflokomotiven eine Verbindung zwischen Cronulla und Sutherland.

### Woronora Memorial Park
1897 wurde westlich des Sutherland Bahnhofs Land für einen konfessionellen Friedhof reserviert, als Alternative zu einem Standort in Kurnell, für den eine lange Abzweigstrecke erforderlich gewesen wäre. Eine eingleisige Strecke von 822 Metern wurde neben dem Bahnhof gebaut und am 13. Juni 1900 eröffnet. Es wurde ein eingleisiger Bahnsteig von 134,1 Metern Länge sowie eine Schleife für Lokomotiven eingerichtet. Die erste Beerdigung fand bereits in diesem Jahr statt, als der Sarg per Zug von der Mortuary Station in der Stadt ankam. Aufgrund des Aufkommens des Automobils und motorisierter Beerdigungen gerieten Beerdigungen per Zug jedoch in Verruf, was dazu führte, dass die Strecke am 23. Mai 1947 geschlossen wurde, nachdem seit Jahren keine Beerdigungen mehr stattgefunden hatten. Die Strecke und der Bahnsteig wurden daraufhin abgebaut und entfernt; heute sind nur noch die ursprüngliche Trasse und der Zugang vom Hauptgleis sichtbar.

## Gewerbegebiet
Sutherland ist überwiegend ein Wohngebiet mit einem Einkaufszentrum in der Nähe des Sutherland Bahnhofs. Einige kommerzielle Entwicklungen befinden sich auch am Princes Highway. Als Verwaltungszentrum des Sutherland Shire beherbergt Sutherland Einrichtungen wie ein Allgemeinveranstaltungszentrum, in dem die Staatsbürgerschaftszeremonien stattfinden, ein Gemeinschaftszentrum, die Büros der lokalen Regierung und die Sutherland Library, eine bedeutende zentrale Bibliothek. Der Woronora Friedhof liegt an der westlichen Grenze des Vororts.
Die Metzgerei von Stapleton wurde 2017 geschlossen. Sie war 1896 in Sutherland eröffnet worden.

## Bevölkerung
Laut der Volkszählung von 2021 gab es in Sutherland 11.570 Einwohner. Aborigines und Torres-Strait-Insulaner machten 1,6 % der Bevölkerung aus. 71,1 % der Menschen wurden in Australien geboren. Die nächsten häufigsten Geburtsländer waren England (3,4 %), China (2 %), Neuseeland (1,5 %), Indien (1,3 %) und die Philippinen (1,3 %).
76,3 % der Menschen sprachen zu Hause nur Englisch. Weitere zu Hause gesprochene Sprachen waren Mandarin (2,2 %), Spanisch (1,6 %), Russisch (1,5 %), Kantonesisch (1,4 %) und Nepali (0,9 %). Die häufigsten Antworten auf die Religionszugehörigkeit waren Keine Religion (37,6 %), Katholisch (22,5 %) und Anglikanisch (13,7 %).